# Болонино (Курская область)
Болонино — деревня в Фатежском районе Курской области. Входит в состав Солдатского сельсовета. Население — 12 человек (2010 год).

## География
Расположена в 11 км к западу от Фатежа на левом берегу реки Усожи, напротив села Шахово. Высота над уровнем моря — 163 м.
Климат
Болонино, как и весь район, расположено в поясе умеренно континентального климата с тёплым летом и относительно тёплой зимой (Dfb в классификации Кёппена).
Часовой пояс
Деревня Болонино, как и вся Курская область, находится в часовой зоне МСК (московское время). Смещение применяемого времени относительно UTC составляет +3:00.

## История
В 1937 году в деревне было 47 дворов.

## Население
| 1979 | 1989 | 2002 | 2010 |
| ---- | ---- | ---- | ---- |
| 85   | ↘40  | ↘22  | ↘12  |

## Инфраструктура
Личное подсобное хозяйство. В деревне 16 домов.

## Транспорт
Болонино находится в 8 км от автодороги федерального значения М2 «Крым» (Москва — Тула — Орёл — Курск — Белгород — граница с Украиной) как часть европейского маршрута E105, в 4 км от автодороги регионального значения 38К-038 (Фатеж — Дмитриев), в 1 км от автодороги межмуниципального значения 38Н-679 (38К-038 — Солдатское — Шуклино), в 26,5 км от ближайшего ж/д остановочного пункта 29 км (линия Арбузово — Лужки-Орловские).
В 168 км от аэропорта имени В. Г. Шухова (недалеко от Белгорода).